# Sandy Saddler
Joseph "Sandy" Saddler (23. juni 1926 – 18. september 2001) var en amerikansk bokser fra Boston, Massachusetts. Han var i to perioder verdensmester i fjervægt og blev endvidere verdensmester i junior-letvægt. Han huskes primært for sine legendariske 4 kampe mod den i datiden populære Willie Pep.
Igennem sin 12-årige karriere som professionel bokser i årene 1944-1956 opnåede Saddler 103 sejre på knockout. Han blev kun stoppet en enkelt gang; i Saddlers anden kamp som professionel mod Jock Leslie. Saddler opnåede i sin karriere en rekordliste på 144-16-2. I 2003 rangerede Ring Magazine Saddler som nr. 5 på listen over boksningens 100 største punchere.

## Professionel karriere
Efter knap 50 kampe som amatør debuterede Sandy Saddler som professionel bokser i en alder af 17 år, da han den 7. marts 1944 mødte den rutinerede Earl Ross, som Saddler besejrede på point efter otte omgange. I Saddlers anden kamp blot 14 dage senere blev Saddler stoppet i tredje omgang af Jock Leslie. Saddler boksede i 1944 22 kampe, og tabte kun kampen mod Leslie og en kamp mod canadieren Lou Atler. Saddler viste sig som en hårdtslående bokser og opnåede hurtigt en lang række sejre, hvoraf langt de fleste blev vundet på knockout.
I 1948 havde Saddler opnået 93 kampe med blot 6 nederlag, og en status som førsteudfordrer til titlen som verdensmester i fjervægt. Verdensmester var amerikaneren Willie Pep, der på daværende tidspunkt havde bokset 136 kampe og kun tabt en enkelt. Pep havde været verdensmester i 6 år, havde vundet et rekordstort antal kampe i træk – 73 – inden kampen mod Saddler. Pep var højt respekteret for sin slagkraft, overblik og stærke defensiv i bokseringen og var favorit inden kampen, der blev afviklet den 29. oktober 1948 i Madison Square Garden i New York. Saddler leverede en overraskelse, da han stoppede Willie Pep i 4. omgang efter at have haft Pep i gulvet to gange i 3. omgang og en gang i 4. omgang.
Der blev arrangeret returmatch i Madison Square Garden den 11. februar 1949, hvor Willie Pep genvandt fjervægttitlen med en pointsejr efter 15. omgange. Kampen blev af Ring Magazine valgt som årets kamp i 1949.
Efter nederlaget i returmatchen vandt Saddler en række kampe, og opnåede en kamp mod Orlande Zulueta om det ledige verdensmesterskab i junior-letvægt som anerkendt af Ohios boksekommission. Saddler vandt på point over 10 omgange. Efter en række yderlige knockoutsejre blev der arrangeret endnu en kamp mod Willie Pep om verdensmesterskabet i fjervægt. Kampen blev afviklet på Yankee Stadium den 8. september 1950. I en hård og til tider beskidt kamp sendte Saddle Pep i gulvet i 3. omgang, og i 7. omgang gik Peps skulder af led, hvorfor Pep måtte opgive at komme ud til 8. omgang. Saddler var dog komfortabelt foran på point, da kampen blev stoppet.
Saddler satte titlen på spil i en fjerde kamp mod Willie Pep. Kampen blev afviklet på Polo Grounds den 26. september 1951. Kampen blev en uskøn affære med alt for megen holden og uregelmenteret boksning, og blev stoppet efter 9. omgang, da Pep opgav grundet en øjenskade. Begge boksere blev kortvarigt suspenderet af New Yorks boksekommission efter kampen grundet kampens kaotiske forløb. De to sidste kampe mod Pep gav begge boksere et ry for at bokse ureglementeret, men Willie Pep har efter karrierens afslutning afvist, at Saddler skulle bokse som en "dirty fighter".
Efter den fjerde kamp mod Willie Pep boksede Saddler en række kampe i letvægt med blandet succes. Han forsvarede i perioden sit verdensmesterskab i fjervægt to gange med succes.
Udover kampene mod Pep besejrede Saddler en række af datidens fremtrædende boksere, herunder de kommende verdensmestre i letvægt Joe Brown, Laura Salas og Paddy DeMarco og den kommende verdensmester i junior-letvægt Gabriel "Flash" Elorde. Saddler opnåede endvidere uafgjort mod den kommende letvægtsmester Jimmy Carter.
I 1957 som regerende verdensmester i fjervægt blev den 30årige Saddler som passager i en taxa udsat for et trafikuheld. Uheldet betød, at Saddlers øje blev beskadiget, og Saddler så sig derfor nødsaget til at opgive boksekarrieren. Han havde på dette tidspunkt opnået 162 kampe, hvoraf han havde vundet de 144 (103 på KO), tabt 16 og bokset 2 uafgjort.
Det var dog kampene mod Willie Pep, der definerede Saddlers karriere, og de fire kampe står i dag fortsat som et af boksehistoriens episke opgør.

## Efter boksekarrieren
På trods af, at Saddler besejrede Willie Pep i 3 ud af 4 kampe, måtte Saddler dog konstatere, at Willie Pep oftere anses som den bedste bokser af de to, og Saddler gav ved flere lejligheder en række interviews, hvor han udtrykte bitterhed over dette, ligesom han gav udtryk for, at en del af den manglende anerkendelse skyldtes Saddlers hudfarve
Saddler blev efterfølgende træner, og trænede sammen med Archie Moore bl.a. George Foreman i 1970'erne. Saddler var i ringhjørnet, da Foremann vandt sin opsigtvæækende sejr over Joe Frazier i 1973.
I 1990 blev Saddler optaget i International Boxing Hall of Fame. Associated Press udnævnte i 1999 Saddler til den næstbedste verdensmester i fjervægt gennem tiderne, og Ring Magazine angav i 2002 Saddler som nr. 15 på listen over de 80 bedste boksere gennem de sidste 80 år (dog efter Willie Pep, der var nr. 6 på listen).
I den sidste del af sit liv led Saddler af Alzheimers sygdom. Han døde den 18. september 2001.

## Eksterne links
- Sandy Saddler på findagrave.com
- Professionel rekordliste på BoxRec (engelsk)
- Fotogalleri af Saddler